# NGC 3082
NGC 3082 ist eine Elliptische Galaxie vom Hubble-Typ E/S0 im Sternbild Luftpumpe am Südsternhimmel. Sie ist schätzungsweise 118 Millionen Lichtjahre von der Milchstraße entfernt und hat einen Durchmesser von etwa 65.000 Lichtjahren.
Im selben Himmelsareal befinden sich u. a. die Galaxien IC 2531 und IC 2533.
Das Objekt wurde am 30. März 1835 von John Herschel entdeckt.